# Podkum
Podkum je naselje v Občini Zagorje ob Savi. Je edina krajevna skupnost občine Zagorje ob Savi, ki leži na desnem bregu reke Save. Razdeljena pa je na 10 vasi Borovak pri Podkumu, Gorenja vas, Mali Kum, Padež, Osredek, Podkum, Rtiče, Rodež, Sopota, Šklendrovec.

## Zgodovina Podkuma
O začetku tega kraja je bolj malo znano, saj ni ohranjeno ne pisnih ne ustnih pričevanj. Naj pa bi bilo poseljeno bolj pozno zaradi svoje višinske lege. Prvič se pojavi v pisnih virih v 2. polovici 13. stoletja. V urbarju iz leta 1267 je navedena naselbina Kum s 18 hudbami in 5 župani. Okoli leta 1200 se je prvič pojavilo ime Šentjurij. Ker ime izhaja iz imena svetnika naj bi v kraju stala kapelica ali cerkev posvečena Sv. Juriju. Prebivalci kraja so bili dolga stoletja tlačani. Med gospodo, ki so ji služili kmetje, se je uvrščala tudi domača cerkev in njena last je bila tretjina zemlje, ostalo pa je bilo graščinske lasti. Kmetje torej niso imeli lastne zemlje, bili so nesvobodni in last svojega gospoda. Leta 1789 je bil Jožef Čop zapisan za posestnika posesti petih zemljakov. Družina je še leta 1791 bivala v gradu na hribčku. Stari dolgovi graščakov so terjali nova posojila zato se je posest skrčila. Leta 1844 je posest prevzel zadnji podšentjurski graščak Jožef III. Čop. Najprej je Šentjurij spadal kot podružnica pos Svibensko faro. Kot njena podružnica se omenja leta 1526, leta 1787 pa se je ločil od Svibenske župnije in Šentjurij je od leta 1806 samostojna župnija. Ko so leta 1850 uvedejo občine, je pripadal Šentjurij občini Sveti Križ v Svibnu. Šele zadnja leta je župnija zopet dobila svoj sedež v Šentjuriju. Županovali so le večji posestniki in vaški mogotci. Vendar pa so ti mogotci slabo skrbeli za svoje ljudstvo. Ljudem niso dajali živilskih nakaznic v predpisani meri, niso skrbeli za ceste, ampak so skrbeli za svoje koristi in si večali premoženje.

## Sestava in razvoj tal
Na širšem območju Podkuma so tla začela razvijati v obdobju perma, ko so se menjavali glinasti skrilavci in kremenovi peščenjaki s poredkimi vložki apnenca ter rdeči in zelenkasti peščenjak, meljevec, glinovec in konglomerat. V obdobju tarisa se je kamninska podlaga razvil dolomit s plastmi sljudega meljevca, peščenjak in skrivalec ter apnenec, pojavlja pa se tudi glinast skrilavec, keratofirski tuf in skladovit masivni dolomit. Na teh kamninskih podlagah so se potem skozi tisočletja razvijali različni tipi tal.

## Podnebje
Podkum spada med območja z zmernim celinskim srednjeevropskim podnebjem, ki je sicer značilno za večji del Slovenije 
(celinskost se stopnuje prodt severovzhodu). Prevladujejo topla poletja in hladne zime.

## Znamenitosti
- Čopova hiša (zadnje bivanje Šentjurskega graščaka)
- Orlek Kuzenberk (zakopano zlato tele)
- Spomenik izgnancem
- Cerkev sv. Jurija na Podkumu
- Cerkev sv Lenarta na Rodežu
- Cerkev sv. Brikcija v Rtičah
- Cerkev sv. Uršule v Borovaku
- Cerkev sv. Jakoba v Padežu
- Slap Sušjek v Sopoti
- Naravno okno v Sopoti
- Geodetsko obeležje (piramida)
- Medvedova domačija
- Lipa na Malem Kumu
- Kum (1219)
- Solzice
- Legenda o sv. Neži